# سلیمیه (جیحان)
سلیمیه (به ترکی استانبولی: Selimiye) یک منطقهٔ مسکونی در ترکیه است که در جیحان واقع شده‌است.